# انتقام منصفانه
انتقام منصفانه (Raw Deal) یک فیلم اکشن به کارگردانی جان اروین و با بازی آرنولد شوارزنگر است.

## داستان
یکی از رؤسای پلیس فدرال به نام «هری شانن» (مگاوین)، از مأمور سابق، «مارک کامینسکی» (شوارتزنگر) کمک می‌خواهد تا با رهبر تبهکاران شیکاگو، «لوییجی پاتروویتا» (وانامیکر) مبارزه کند. او به «کامینسکی» پیشنهاد می‌کند که با هویت جعلی به درون دار و دستهٔ «پاتروویتا» نفوذ کند.